# Syndicat du Crime
Le Syndicat du Crime ou Crime Syndicate of America (Amerika dans la version moderne), CSA en abrégé, est une équipe de super-vilains de DC Comics. Elle est apparue pour la première fois dans Justice League of America #29 en Août 1964.

## AvantCrisis
Le Syndicat du Crime regroupe cinq super-vilains étant les versions maléfiques des cinq membres principaux de la Ligue des Justiciers dans l'univers parallèle de Terre III :
- Ultraman[1] (contrepartie de Superman)
- Owlman (contrepartie de Batman)
- Superwoman (contrepartie de Wonder Woman)
- Power Ring (contrepartie de Green Lantern)
- Johnny Quick[2] (contrepartie de Flash)

Le syndicat du Crime compte aussi comme membres:
- Ultragirl (contrepartie de Supergirl)
- Annataz (contrepartie de Zatanna)
- Talon (contrepartie de Robin)
- Blood Eagle (contrepartie d'Hawkman)
- Doctor Noon (contrepartie de Doctor Mid-Nite)
- White Cat (contrepartie de Black Canary)
- Spaceman (contrepartie de Starman)
- Scarab (contrepartie de Blue Beetle)
- Slipstream (contrepartie de Kid Flash)
- Fiero (contrepartie de Fire)
- Frostbite (contrepartie de Ice)
- Deadeye (contrepartie de Green Arrow)
- Elasti-Man (contrepartie d'Elongated Man)
- Element Man (contrepartie de Metamorpho)

Sur Terre-III, le monde ne connaît pas de super-héros et a connu une Histoire inversée par rapport à celle des autres univers. Les super-vilains en sont les maîtres et seul Lex Luthor s'oppose à eux.
Le Syndicat du Crime sera confronté à plusieurs reprises à la Ligue de justice d'Amérique de Terre I et à la Société de justice d'Amérique de Terre-II.
Ils disparaîtront dans Crisis on Infinite Earths #1 en défendant leur Terre.

## Version moderne
Le Syndicat du Crime réapparaitra dans JLA: Earth 2 une bande dessinée de Grant Morrison (scénario) et Frank Quitely (dessins). La LJA y est contactée par Alexander Luthor qui vient demander leur aide pour lutter contre le SCA qui domine la Terre dans son univers négatif. Les héros après de premiers succès vont comprendre que dans cet univers le mal l'emporte toujours et quitter cette Terre pour sauver la leur.
Cette version du Syndicat réapparaîtra dans le premier épisode du crossover JLA/Avengers (Kurt Busiek / George Perez). Comme dans Crisis, ils y mourront à cause de la destruction de leur univers. Cependant, à la fin de l'histoire, à la suite de la défaite de Krona, l'instigateur de la crise, la réalité se reconstruit.
Le SCA est depuis réapparu dans les épisodes de la LJA scénarisés par Busiek.
Dans Forever Evil, le syndicat du crime apparaît avec cinq nouveaux membres:
- Atomica (contrepartie d'Atom)
- Outsider (contrepartie d'Alfred Pennyworth)
- Grid (une intelligence artificielle de Terre-1 s'étant développé à l'intérieur de Cyborg avant de se séparer de lui)
- Deathstorm (contrepartie de Firestorm)
- Sea King (contrepartie d'Aquaman)

## Film d'animation
- La Ligue des justiciers : Conflit sur les deux Terres